# Jezuici

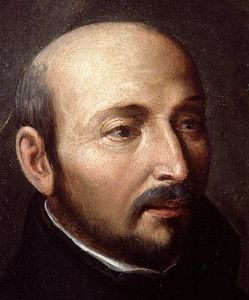
Ignacy Loyola

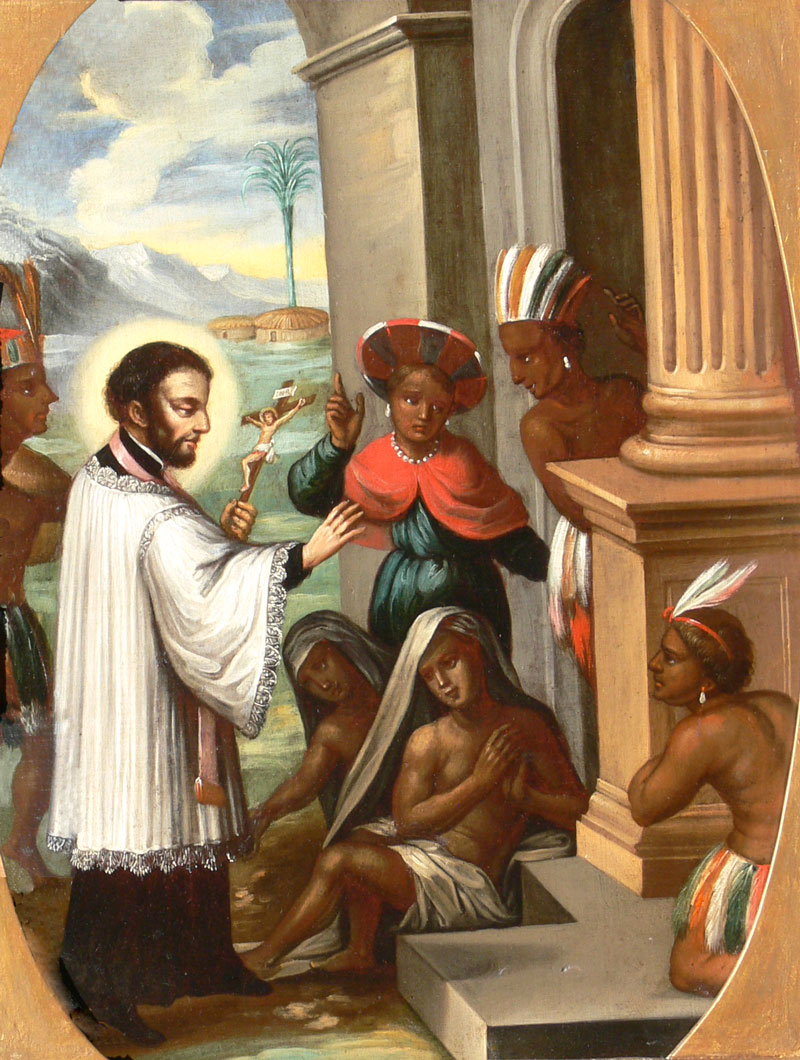
Franciszek Ksawery

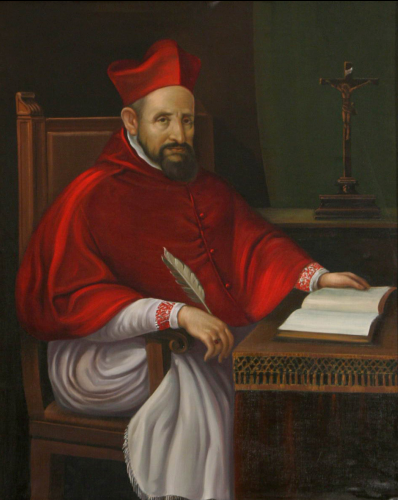
Robert Bellarmin

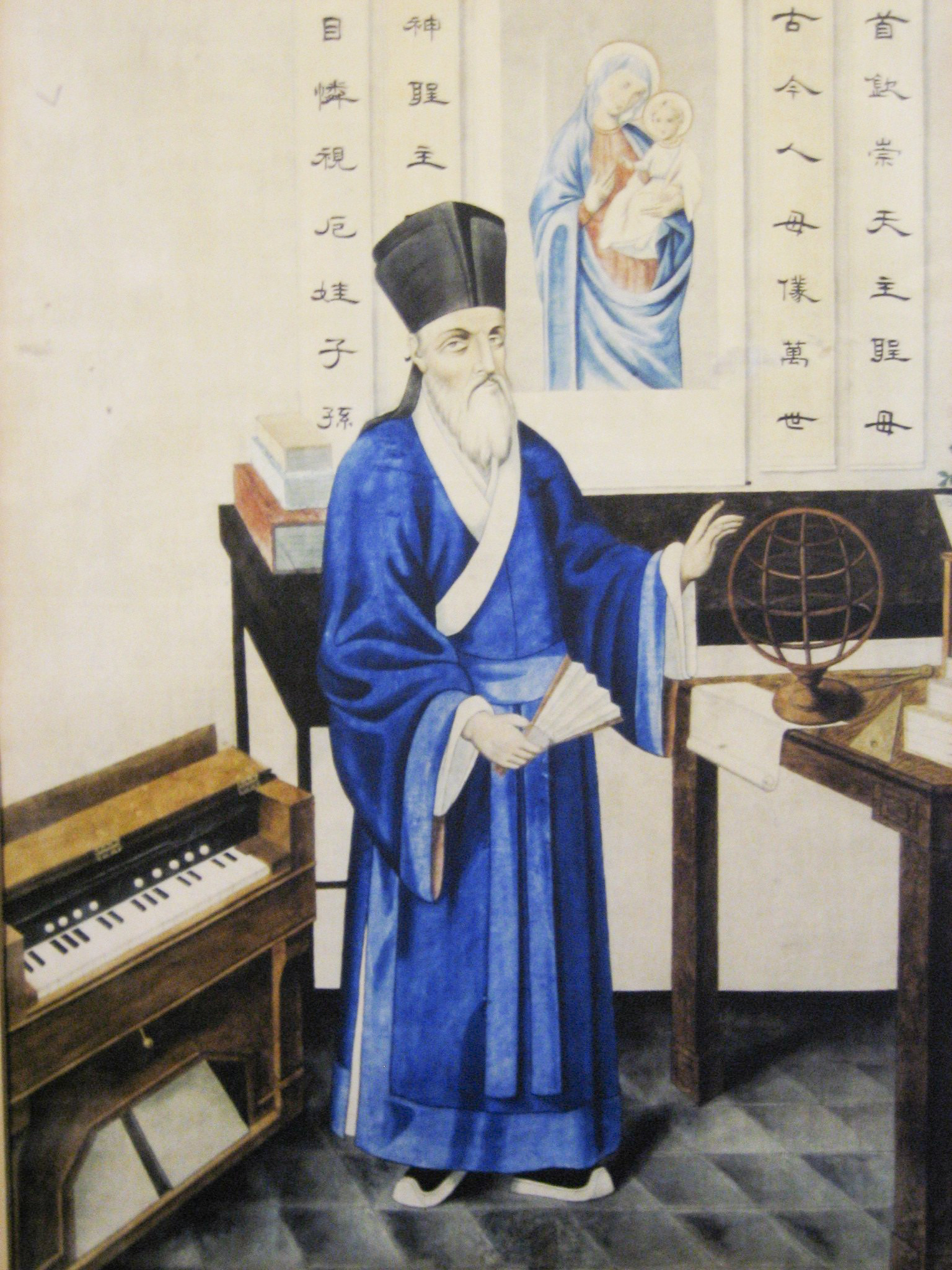
Matteo Ricci

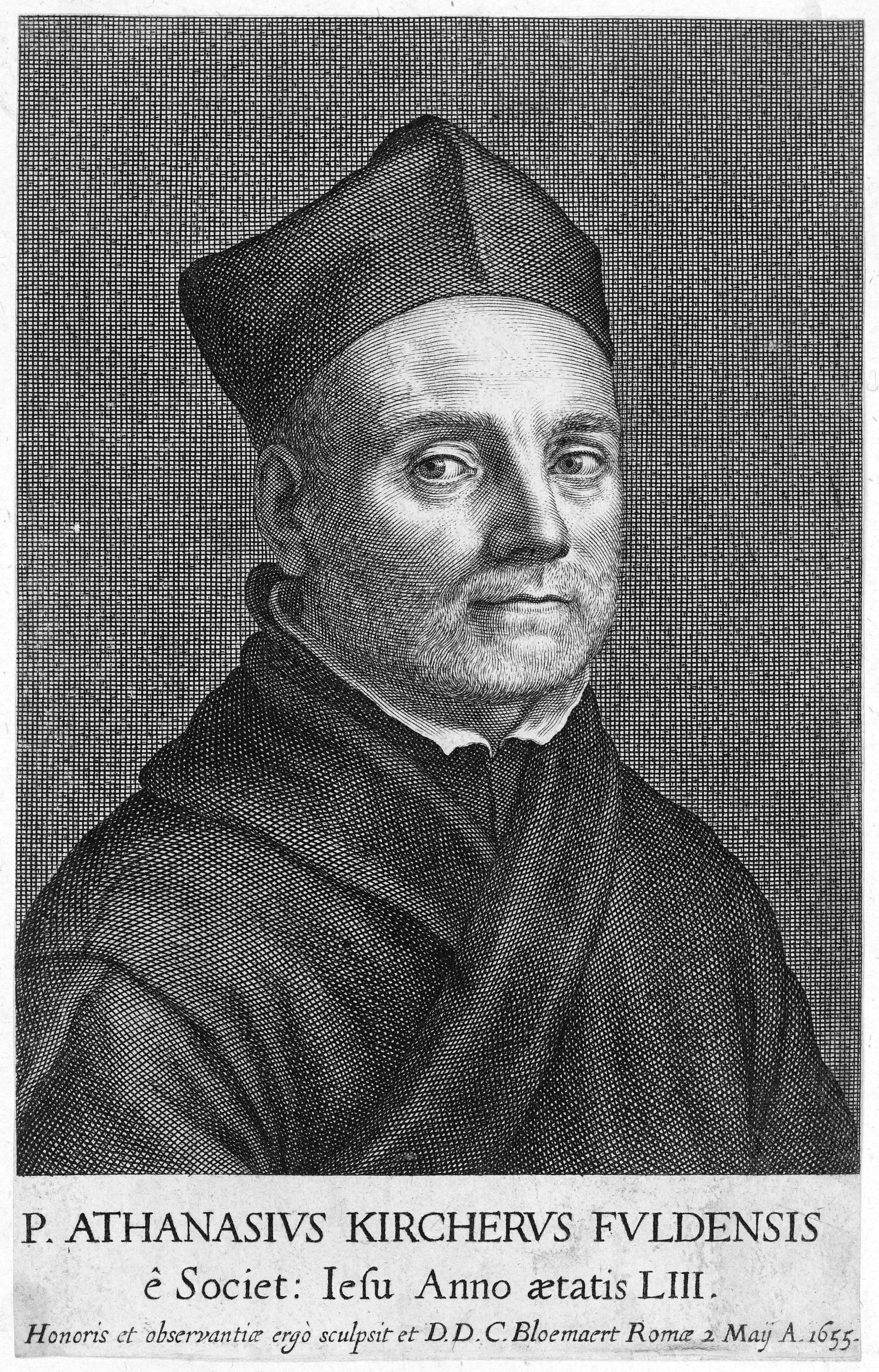
Athanasius Kircher

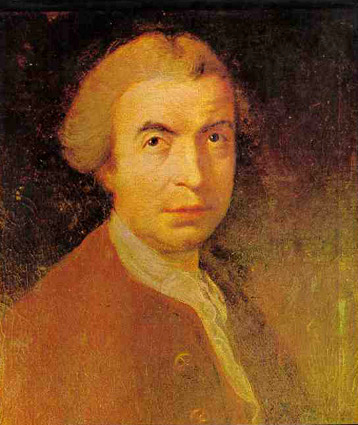
Ruđer Josip Bošković

Towarzystwo Jezusowe, SJ (łac. Societas Jesu), jezuici – męski papieski zakon apostolski założony przez Ignacego Loyolę.
Cechą charakterystyczną jego charyzmatu jest dyspozycyjność do służenia papieżowi we wszelkich możliwych dziedzinach, a zwłaszcza w zadaniach najtrudniejszych; w związku z tym nie ma ściśle ustalonego zakresu działania, gdyż wyznaczają go znaki czasu. Dało Kościołowi 1 papieża, 49 kardynałów, 5 patriarchów, 88 arcybiskupów i 268 biskupów oraz 50 świętych i 180 błogosławionych.

## Główne elementy charyzmatu
Od początku istnienia jezuitów podstawowymi zasadami odróżniającymi ich od innych zakonów były:
- akcentowanie posłuszeństwa wobec papieża i przełożonych – jak pisał Ignacy Loyola w Ćwiczeniach duchownych w ramach Reguł o trzymaniu z Kościołem: Trzeba być zawsze gotowym wierzyć, że to, co ja widzę jako białe, jest czarne, jeśli tak to określi Kościół hierarchiczny[4].
- wybór członków według kryterium wysokich wymagań duchowych oraz predyspozycji intelektualnych i silnej osobowości
- stałe edukowanie własnych członków, tak aby posiadając nie tylko religijne wykształcenie, byli zdolni dobrze rozumieć współczesny świat i wchodzić z nim w dialog
- nacisk na bycie tam „gdzie decydują się losy świata” – a więc wśród elit społecznych kształtujących w danym momencie historycznym większościowe poglądy oraz mających silny wpływ na sprawowanie władzy świeckiej
- brak sztywnych reguł działania, wykonywanie zadań aktualnie najpotrzebniejszych, pełna dyspozycyjność
- stawianie czoła najtrudniejszym wyzwaniom, walka na pierwszej linii frontu, wytyczanie kierunków rozwoju Kościoła

## Historia

### Epoka wczesnonowożytna
15 sierpnia 1534 w kaplicy Saint-Denis na wzgórzu Montmartre grupa studentów Sorbony z Ignacym Loyolą na czele złożyła ślub czystości, ubóstwa i pielgrzymki do Jerozolimy. Po ukończeniu studiów, nie mogąc udać się do Ziemi Świętej, z powodu wojen toczonych przez Wenecję, oddali się do dyspozycji papieża. 3 października 1539 w Tivoli Paweł III zatwierdził ustnie pierwszą wersję reguły zakonnej znanej jako Formuła Instytutu Towarzystwa Jezusowego, wypowiadając przy tym słowa: Digitus Dei est hic (Palec Boży jest tutaj). Jej zatwierdzenie nastąpiło listem apostolskim Regimini militantis Ecclesiae z 27 września 1540 przez tego samego papieża. Juliusz III 21 lipca 1550 zatwierdził zmienioną i rozszerzoną wersję reguły oraz określił na nowo dotychczas wydane indulty i przywileje.
Teolodzy Towarzystwa Jezusowego odegrali dużą rolę już na soborze trydenckim (1545–1563). Za najwybitniejszego z nich uważany jest Robert Bellarmin. Skupiali się oni na etyce, stojąc na stanowisku probabilizmu, czyli względnej swobody obyczajowej. Ich metodą była kazuistyka, tzn. rozpatrywanie konkretnych życiowych sytuacji. Stworzyli molinizm oznaczający, że Bóg zawsze daje łaskę. Propagowali rekolekcje, komunię i serce Jezusa.

### Ekspansja
Towarzystwo Jezusowe w wielu państwach Europy stworzyło od podstaw system szkolnictwa średniego oraz nadawało mu ton aż do kasaty, kiedy prowadziło siedemset szkół średnich i wyższych na pięciu kontynentach oraz kształciło około 20% Europejczyków odbierających klasyczną edukację. Szkoły te uchodziły za nowoczesne, chociaż z czasem przestały nadążać za szybkimi postępami nauki. Ich celem było, zgodnie z zasadą i fundamentem Loyoli, wychowanie w duchu katolickim wszystkimi możliwymi środkami. Regułę tę stosowano również w budowanych przy nich kościołach, co doprowadziło do narodzin baroku. Centralna świątynia zakonu zwana Il Gesù, wzniesiona obok Kolegium Rzymskiego, była pierwszą budowlą w tym stylu.
Jezuiccy misjonarze penetrowali najdalsze zakątki świata, wyróżniając się poszanowaniem lokalnych tradycji (inkulturacja). Przekazywali Europie wiedzę o innych cywilizacjach, a tym ostatnim – osiągnięcia rewolucji naukowej. Bronili tubylców przed wyzyskiem kolonizatorów, tworząc redukcje misyjne nazwane przez Voltaire’a triumfem ludzkości. Najwybitniejszymi z nich byli: pionier misji azjatyckich Franciszek Ksawery oraz chińskich – Matteo Ricci.
Działając w środowisku elit politycznych, jezuici wywierali często wpływ na kierunek rządów, przy czym posądzano ich czasem o inspirowanie prześladowań protestantów. W 1575 Henryk III Walezy wybrał na spowiednika ojca Edmonda Augera i odtąd wszyscy królowie francuscy mieli kierowników duchowych z Towarzystwa Jezusowego. Członkowie zakonu byli obecni także na innych dworach Europy, nawet protestanckich.

### Wkład naukowy
Wielu członków zakonu łączyło posługę religijną z pracą naukową. Odznaczyli się między innymi w takich dziedzinach jak astronomia, matematyka i sejsmologia, która jest czasem określana jako „jezuicka nauka”. Jezuici tacy jak Christoph Clavius, Maximilián Hell, Johann Schreck, Gyula Fényi, Albert Curtz, Jacques de Billy, Orazio Grassi, Giovanni Battista Zupi czy Franz de Paula Triesnecker byli astronomami. Opisali lub odkryli takie zjawiska jak zaćmienia, okultacje, obieg planet wokół słońca, wpływ Księżyca na zjawisko pływów, atmosferę Jowisza czy plamy na Słońcu. W uznaniu ich osiągnięć Międzynarodowa Unia Astronomiczna nazwała od ich imion i nazwisk kilka kraterów i rowów na Księżycu. Jezuici przez niektórych historyków są opisywani jako ci, którzy „wnieśli największy wkład w rozwój fizyki eksperymentalnej w XVII wieku”. Jezuiccy naukowcy z XVIII wieku przyczynili się do rozpowszechnienia zegarów wahadłowych, barometrów, teleskopów zwierciadlanych i mikroskopów. Mają oni również wkład w rozwój wiedzy o magnetyzmie, optyce, elektryczności i biologii. Athanasius Kircher był jednym z najwszechstronniejszych uczonych wszech czasów, a Ruđer Josip Bošković – prekursorem geometrii nieeuklidesowej i teorii względności. Inni, jak twórca słynnej Apoteozy św. Ignacego Andrea Pozzo, mieli wybitne osiągnięcia w dziedzinie sztuki. Jezuiccy misjonarze tacy jak Lorenzo Hervás y Panduro, Jean-François Gerbillon, Claude de Visdelou, Sabatino de Ursis, Diego de Pantoja, Joachim Bouvet, Jean Joseph Marie Amiot czy José de Acosta badali historię, kulturę, język i przyrodę krajów, w których działali. Cenieni byli przez władców chińskich, którzy powierzali im odpowiedzialne funkcje na dworze (mandaryn Johann Adam Schall von Bell). Jezuici w Chinach byli uważani za specjalistów w dziedzinie astronomii, kalendarza, matematyki, geografii i hydrauliki. Polski misjonarz jezuicki Michał Boym był autorem dzieła Flora sinensis (1656) – pierwszej książki na temat roślinności Chin, jaka ukazała się w Europie.

## Kasata
Prowadzące szeroko zakrojoną działalność Towarzystwo Jezusowe było oskarżane o bunty, rozruchy, waśnie i zgorszenia. Bezpośrednią przyczyną wygnania jezuitów z Francji była sprawa ojca La Valette’a, przełożonego na Martynice. La Valette zaciągnął kredyt na działalność handlową misji, jednak nie był w stanie terminowo spłacić długu, który m.in. wobec pewnej spółki handlowej z Marsylii osiągnął wysokość dwóch i pół miliona liwrów. Generał Ricci odmówił spłaty długu La Valette’a, argumentując, że to La Valette pogwałcił prawo zakonu, które zabraniało swym członkom prowadzenia interesów z pozycji zarządzającego lub partnera, wobec czego Towarzystwo nie ponosi za te długi odpowiedzialności. Spółka z Marsylii pozwała zakon do sądu, który nakazał Towarzystwu spłatę długów La Valette’a. Jezuici odwołali się do paryskiego parlamentu, który wydał orzeczenie na ich niekorzyść. Następnie zaczęto dokładniej badać nauczanie zakonu. W tym celu sporządzono zestawienie nauk zawartych w dziełach 146 jezuitów, jakie się ukazały od XVI wieku. Zestawienie to opublikowano w grubym tomie w formacie folio. 5 marca 1762 parlament rozpoczął obrady na ten temat, a w lipcu uznał działalność Towarzystwa Jezusowego za szkodliwą dla interesów Francji i przygotował zarządzenie o usunięciu zakonników z kraju, które król podpisał dopiero w listopadzie 1764.
W Hiszpanii, podobnie jak w Portugalii, rząd wprowadził reformy oświeceniowe. W wyniku tego wybuchł bunt mieszczan Madrytu (1766). O jego organizację oskarżono jezuitów i na mocy dekretu Karola III z 1 kwietnia 1767 wypędzono ich z kraju. Z Neapolu (rządzonego również przez Burbonów) jezuitów wygnano w listopadzie 1767. Z Portugalii zostali usunięci w 1759, w czasie rządów premiera markiza de Pombala, przedstawiciela absolutyzmu oświeconego. W wyniku tych wszystkich ustaw zakon musiał opuścić także kolonie na całym świecie.
Wkrótce potem zaczęto domagać się od papieża kasaty zakonu. Jezuici oparli się presji, a ich generał Lorenzo Ricci (a według innych źródeł papież Klemens XIII) miał wypowiedzieć wtedy słowa: Sint ut sunt, aut non sint (Niech będą jak są, albo niech nie będą). W 1769 pod naciskiem Burbonów (zastosowano weto w stosunku do 23 kandydatów) papieżem został wybrany Klemens XIV, który został zmuszony do obietnicy likwidacji Towarzystwa Jezusowego. W 1772 zamknął on kolegium jezuickie w Rzymie, a następnie wszystkie ich domy i kościoły w krajach papieskich. Ostatecznym ciosem było jego brewe Dominus ac Redemptor, którym uginając się pod presją polityczną zniósł oficjalnie, formalnie Towarzystwo Jezusowe we wszystkich krajach. Sposób przeprowadzenia kasaty zakonu określiła powołana 13 sierpnia 1773 specjalna kongregacja kardynałów i konsultorów do wykonania brewe kasacyjnego, ustanowiona przez papieża, która 18 sierpnia 1773 wydała odpowiednie szczegółowe pismo. Klemens XIV w brewe kasacyjnym zastrzegł jego ważność i moc wykonawczą na określonym terenie od decyzji monarchy panującego w danym kraju. Na terenie Rzeczypospolitej majątkiem pojezuickim z polecenia królewskiego zajęły się Komisje Rozdawnicze Koronna i Litewska.
W przeddzień kasaty jezuici liczyli 50 prowincji z 1500 domami, kolegiami, nowicjatami, seminariami, konwiktami, rezydencjami i misjami. Jezuitów w 1773 było ponad 20 tysięcy.

### Okres nieoficjalnej działalności

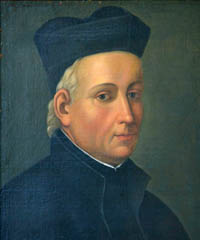
Stanisław Czerniewicz, (1728–1785}

Król pruski Fryderyk II nie zgodził się na ogłoszenie w swym kraju treści brewe Dominus ac Redemptor noster. W rękach jezuitów pozostał Uniwersytet Wrocławski z wydziałem teologicznym i w razie kasaty kandydaci na kapłanów musieliby wyjeżdżać na studia teologiczne do innych krajów, co było sprzeczne z założeniami polityki króla. Kasata zakonu nastąpiła jednak w Prusach kilka lat później.
Caryca Katarzyna II demonstrując swą niezależność od polityki Burbonów, na złość papiestwu, a także w uznaniu dla wysokiego poziomu edukacji w kolegiach, pozwoliła jezuitom pozostać na terenach pozyskanych rok wcześniej podczas I rozbioru Polski. Gniazdem działania zakonu był Połock. Tamtejsi głównie polscy jezuici wybrali tymczasowego wikariusza generalnego – Stanisława Czerniewicza, który w liście do następcy Klemensa XIV – papieża Piusa VI prosił o radę co do dalszego postępowania. Pius VI wyraził w odpowiedzi nadzieję, że „rezultat twej modlitwy, jak ja przewiduję, a ty pragniesz, może być szczęśliwy”.
Jezuici na terenie państwa rosyjskiego zwoływali tymczasowe kongregacje od 1782, wybierając każdorazowo wikariusza generalnego z nadzwyczajnym pełnomocnictwem funkcji głównego przełożonego. Po śmierci Tymczasowego Wikariusza Generalnego, Gabriela Lenkiewicza-Ipohorskiego h. Kotwicz, (1722–1798), w 1801 Pius VII mianował oficjalnie ówczesnego wikariusza generalnego Franciszka Kareu ojcem generałem „na wygnaniu”. Jezuici następnie utworzyli dwie oficjalne prowincje – w Rosji i w Królestwie neapolskim.

## Odrodzenie

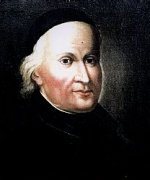
Tadeusz Brzozowski

Na skutek działania oraz próśb ówczesnego Generała na wygnaniu, Tadeusza Brzozowskiego, w końcu, w dniu 7 sierpnia 1814 papież Pius VII formalnie przywrócił zakon do istnienia w całym katolickim świecie. Jednakże wznowienie zakonu na całym świecie wywołało niechęć cara Aleksandra. Jej pierwszym przejawem było wyrzucenie jezuitów z Petersburga. Brzozowski nie uzyskał carskiego pozwolenia na wyjazd do Rzymu i zmarł w Połocku, zaś po jego śmierci jezuici zostali usunięci z granic monarchii rosyjskiej.
Rozpoczęło się stopniowe odbudowywanie Towarzystwa, otwierano kolegia i uniwersytety jezuickie. Liczba członków Towarzystwa wzrastała – od ok. tysiąca w 1814, do ponad dwunastu tysięcy w 1880.

Włodzimierz Ledóchowski

26. generałem zakonu był Włodzimierz Ledóchowski, który został wybrany 11 lutego 1915 w drugim głosowaniu. Pomimo dwóch wojen światowych oraz kryzysu ekonomicznego lat 30. Towarzystwo pod jego rządami rozwijało się. Wprowadził szereg wznowień, m.in. zwołał dwie kongregacje generalne w Rzymie, (27. i 28.), pierwszą w celu dostosowania prawa zakonnego do nowego prawa kanonicznego ogłoszonego w 1917; a drugą w 1937, w celu wybrania wikariusza generalnego, który wspierałby go w rządach. W 1925 przyczynił się do Konkordatu między Stolicą Apostolską i Rzecząpospolitą Polską.
Skutkiem konkordatu pomiędzy Włochami i Stolicą Apostolską było ustanowienie niezależnego Watykanu. Następnie Ledóchowski powołał atenea, Papieski Instytut Biblijny (Biblicum), Papieski Instytut Wschodni, oraz Collegium Russicum przy Uniwersytecie Gregoriańskim. Wspierał budowę nowych budynków Uniwersytetu Gregoriańskiego u stóp Kwirynału, oraz wybudował nową kurię zakonu przy Borgo S. Spirito w pobliżu placu św. Piotra. Generalat Ledóchowskiego, trwający do 1942, jest określany jako owocny.
Powtórny pełny renesans zakonu nastąpił dopiero po II wojnie światowej, a szczególnie przed i po Soborze Watykańskim II, kiedy to francuski teolog, Henri de Lubac (1896–1991), został mianowany przez papieża do komisji przedsoborowej. Kiedy Paweł VI chciał go wynieść do godności kardynała, odmówił, gdyż nie był w stanie przyjąć sakry biskupiej, która wówczas była wymagana. Dopiero w 1983 Jan Paweł II mianował go kardynałem bezwarunkowo.
Obecnie jezuici są ponownie jednym z najbardziej wpływowych zakonów w Kościele katolickim. Liczbę członków zakonu szacuje się na około 19 tys. (najliczniejszy zakon męski). Działają obecnie w ponad 114 państwach świata; posiadają własne uniwersytety, obserwatoria astronomiczne, instytuty geofizyczne, radiostacje, czasopisma, kilka szpitali, liczne szkoły średnie i podstawowe, rozgłośnie radiowe i telewizyjne.

### Współcześni kardynałowie

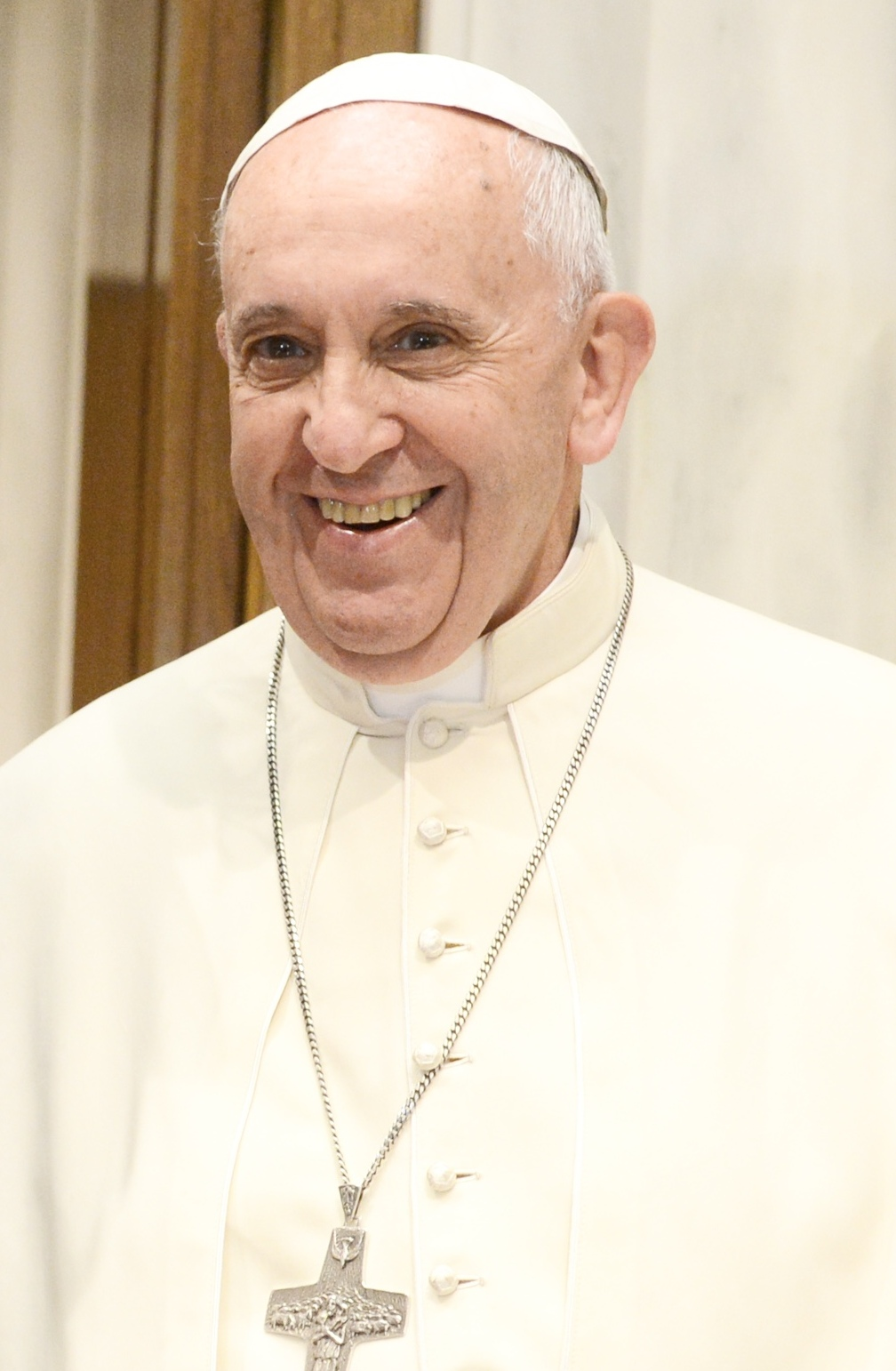
Franciszek (Jorge Mario Bergoglio)

| Jezuici kardynałowie                                         | Data urodzenia Obecny wiek | Wyniesiony do godności kardynalskiej |
| ------------------------------------------------------------ | -------------------------- | ------------------------------------ |
| Julius Darmaatmadja · Arcybiskup Emeryt Dżakarty · Indonezja | 20 grudnia 1934 ma lat 91  | 26 listopada 1994 Jan Paweł II       |
| Pedro Barreto · Arcybiskup Emeryt Huancayo · Peru            | 12 lutego 1944 ma lat 81   | 28 czerwca 2018 Franciszek           |
| Luis Ladaria Ferrer · Arcybiskup · Watykan                   | 19 kwietnia 1944 ma lat 81 | 28 czerwca 2018 Franciszek           |
| Jean-Claude Hollerich · Arcybiskup Luksemburga · Luksemburg  | 9 sierpnia 1958 ma lat 67  | 5 października 2019 Franciszek       |
| Michael Czerny · Arcybiskup · Watykan                        | 19 lipca 1946 ma lat 79    | 5 października 2019 Franciszek       |
| Sigitas Tamkevičius · Arcybiskup Emeryt Kowna · Litwa        | 7 listopada 1938 ma lat 87 | 5 października 2019 Franciszek       |
| Gianfranco Ghirlanda · Arcybiskup · Watykan                  | 5 lipca 1942 ma lat 83     | 27 sierpnia 2022 Franciszek          |
| Ángel Sixto Rossi · Arcybiskup Kordoby · Argentyna           | 11 sierpnia 1958 ma lat 67 | 30 września 2023 Franciszek          |
| Stephen Chow Sau-yan · Biskup Hongkongu · Chiny              | 7 sierpnia 1959 ma lat 66  | 30 września 2023 Franciszek          |

### Papieże
- Jorge Mario Bergoglio, arcybiskup Buenos Aires i prymas Argentyny (17 grudnia 1936–21 kwietnia 2025) – wstąpił na tron papieski 13 marca 2013, a jego pontyfikat trwał do 21 kwietnia 2025 roku.

## Jezuici w Polsce

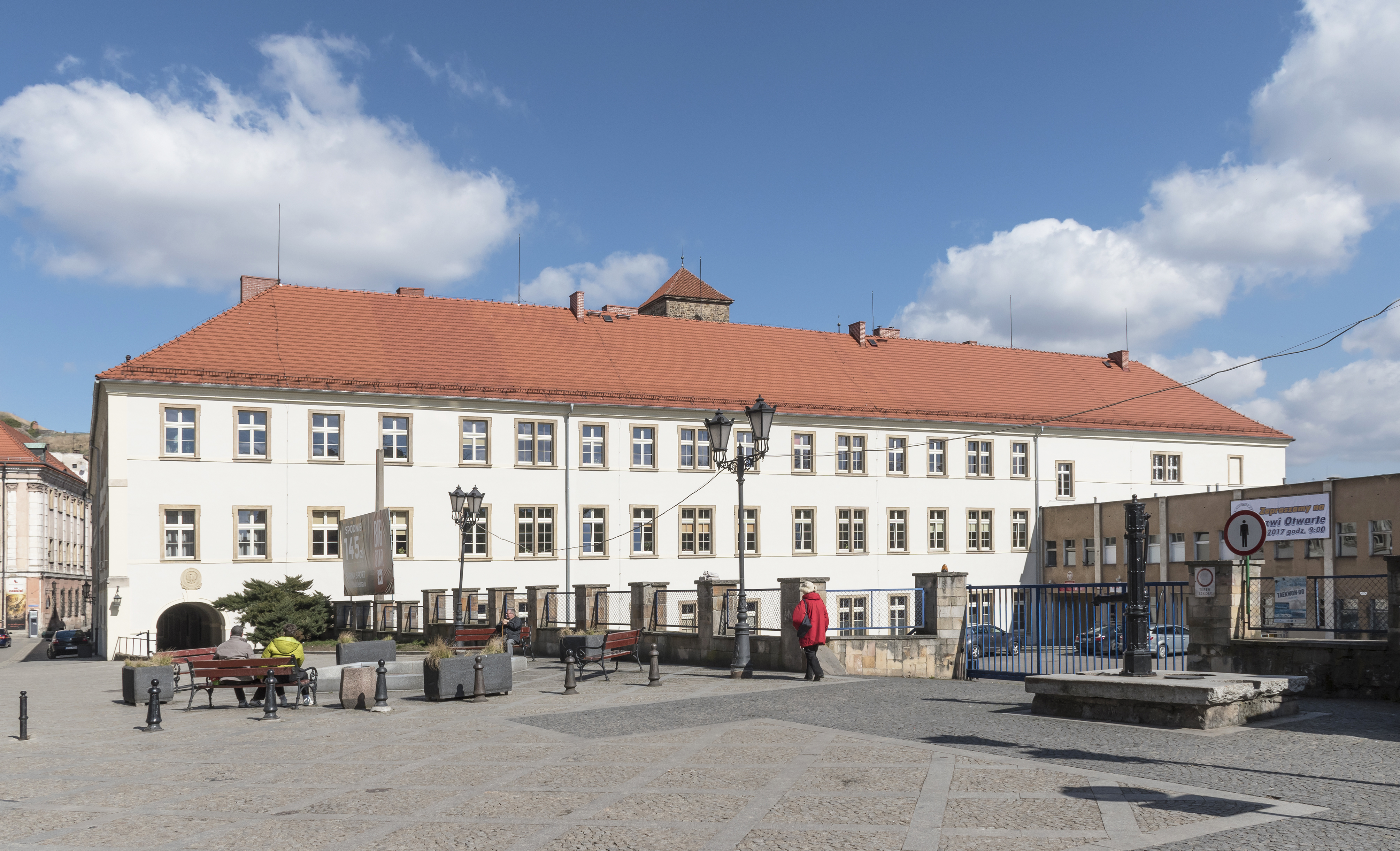
Kolegium w Kłodzku

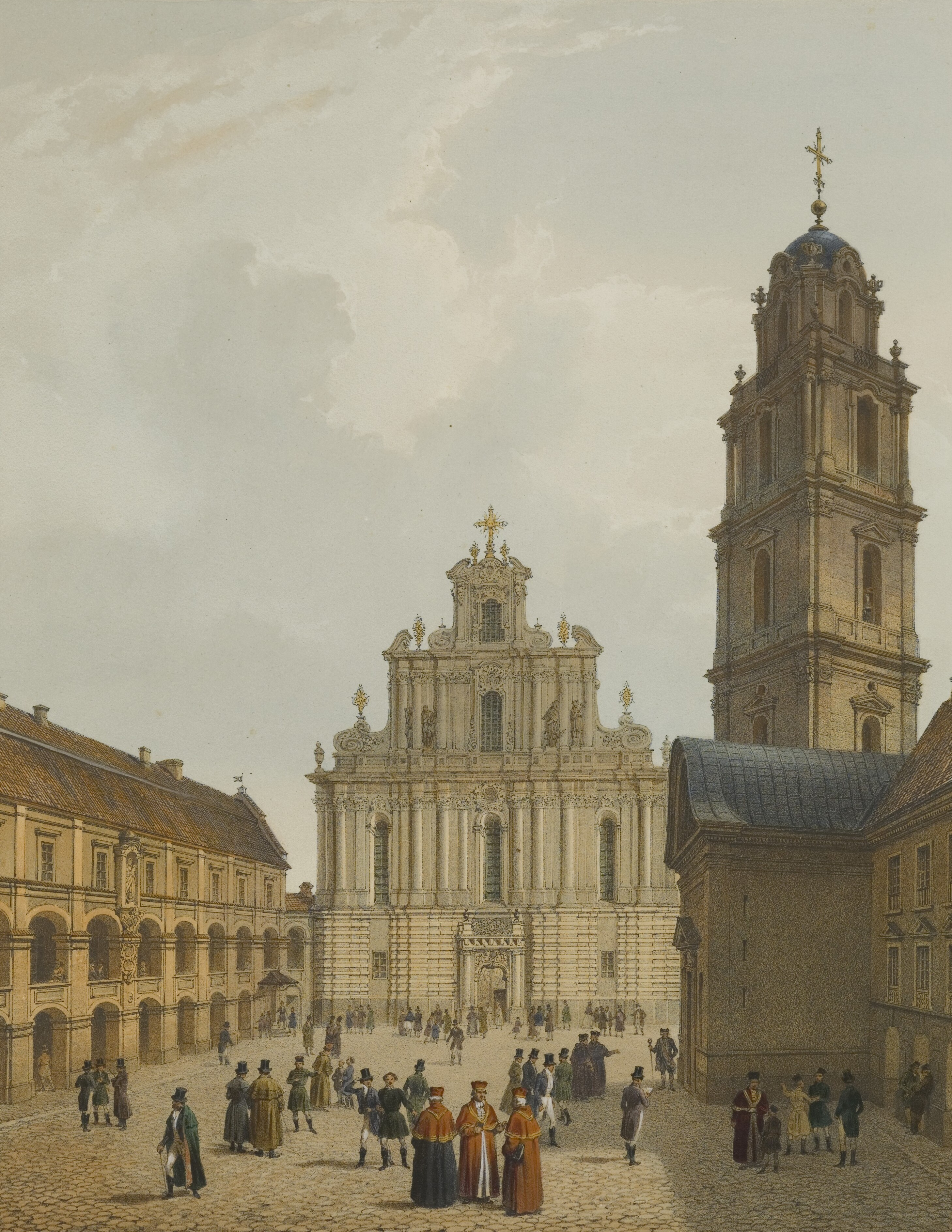
Akademia Wileńska

Proces przygotowywania gruntu pod sprowadzenie jezuitów do Rzeczypospolitej został zapoczątkowany wraz z pojawieniem się w Polsce pierwszych przedstawicieli zakonu. Legatowi papieża Pawła IV, kardynałowi Lippomaniemu, towarzyszył Alfonso Salmeron, uważany za pierwszego jezuitę przybyłego do Polski. Kardynał Lippomani miał nakłonić króla Zygmunta Augusta do bardziej stanowczego opowiedzenia się za duchowieństwem katolickim, zagrożonym w prawie jurysdykcji. Salmeron uczestniczył w synodach w Łowiczu w 1556 i w Piotrkowie w 1557, krytykując wraz z Lippomanim koncepcję Kościoła narodowego oraz pomysł zniesienia celibatu i odejścia od Eucharystii pod jedną postacią. Jednocześnie pracował nad reformą duchowieństwa polskiego na synodach prowincjonalnych. Działał też w Polsce Piotr Kanizjusz, który w 1557 przybył do Krakowa wraz z nuncjuszem Kamilem Montovato, biskupem Satriano. Prowadził on dysputy łacińskie na Wawelu w obecności króla Zygmunta Augusta i w Akademii Krakowskiej z polskimi uczonymi, duchownymi i senatorami, a następnie udał się na synod do Piotrkowa. Kanizjusz ponownie pojawił się na krakowskim dworze w 1565, aby wraz z legatem papieskim Commendonim nakłonić chwiejnego monarchę do przyjęcia uchwał Soboru Trydenckiego. Zakon do Polski w 1564 sprowadził biskup warmiński (późniejszy kardynał Kościoła) Stanisław Hozjusz, fundując mu kolegium w Braniewie. Przez wiele lat jezuici byli wyłącznymi nauczycielami i wychowawcami polskiej młodzieży magnackiej i szlacheckiej. Na podstawie istniejącego od 1570 Kolegium Jezuitów w Wilnie w 1579 utworzona została Akademia Wileńska, pierwsza szkoła wyższa w Wielkim Księstwie Litewskim. W 1661 w Koronie Królestwa Polskiego powstała jezuicka Akademia Lwowska. Jezuici zamierzali także prowadzić Akademię Krakowską, ale ta nie zgodziła się na to. Kilkakrotnie przyznawano również przywileje akademickie potężnemu kolegium poznańskiemu, jednak i tym razem sprzeciw Krakowa uniemożliwił ich realizację.
W 1773 jezuici mieli na terenach polskich: 4 prowincje (wielkopolską, małopolską, litewską, mazowiecką), 137 placówek z 2362 zakonnikami, z czego na terenach zabranych po I rozbiorze ok. tysiąca. Ogólna liczba kolegiów wynosiła 51, rezydencji zakonnych było 18, domów i stacji misyjnych przeszło 60, szkół 66 (w tym 23 szkoły wyższe z filozofią i teologią), konwiktów szlacheckich 15 oraz 2 seminaria duchowne i 2 akademie. Byli więc najliczniejszą rodziną zakonną w Polsce zarówno co do liczby placówek, jak i zakonników. Po kasacie zakonu i utworzeniu Komisji Edukacji Narodowej szkoły jezuickie wykorzystano do budowy nowoczesnego systemu oświaty w Rzeczypospolitej.

### Jezuici polscy

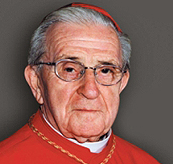
Kardynał Adam Kozłowiecki SJ

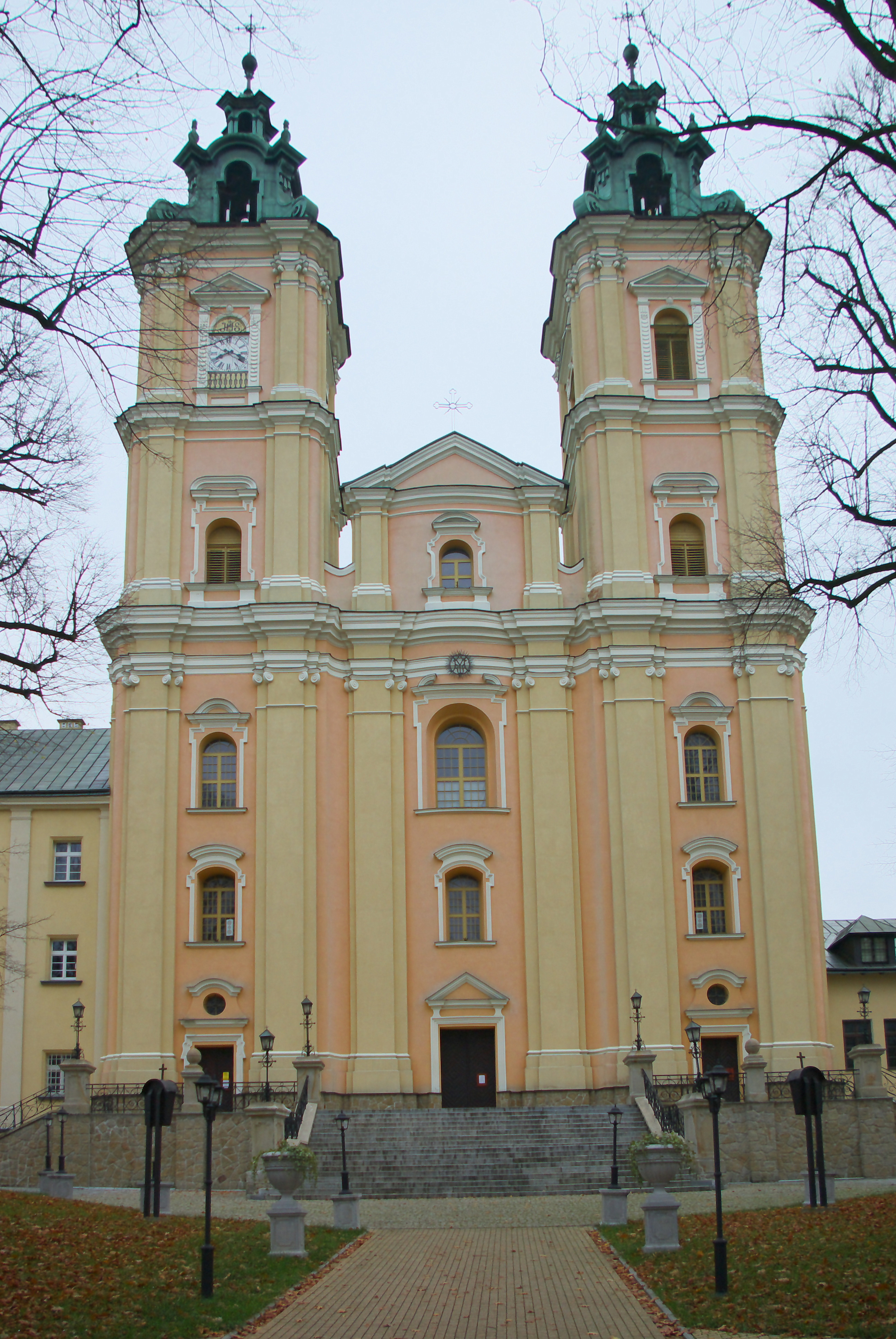
Bazylika pw. Najświętszej Marii Panny w Starej Wsi

Towarzystwo Jezusowe dało Polsce szereg wyróżniających się postaci, takich jak ojcowie: Jakub Wujek (zm. 1597) – tłumacz katolickiego przekładu Wulgaty sykstyńskiej (poprawionego po jego śmierci na wersję zgodną z Wulgatą klementyńską); Piotr Skarga Powęski (zm. 1612), jeden z największych kaznodziejów polskich; Maciej Kazimierz Sarbiewski (zm. 1640), największy łaciński poeta polski, zwany polskim Horacym; Franciszek Bohomolec (zm. 1784), ojciec satyryków polskich; Adam Tadeusz Naruszewicz (zm. 1796), biskup smoleński, potem łucki, historyk, poeta; Franciszek Kniaźnin (zm. 1807), poeta; Jan Paweł Woronicz (zm. 1829), arcybiskup warszawski, prymas Królestwa Polskiego, poeta, kaznodzieja; Grzegorz Piramowicz (zm. 1801), sekretarz Komisji Edukacji Narodowej.
Na polu ascetyki chrześcijańskiej wyróżnili się ojcowie: Mikołaj Łęczycki (zm. 1653) i Kasper Drużbicki (zm. 1660) – ich pisma tłumaczono na inne języki – a także Tomasz Młodzianowski, Daniel Pawłowski, Jan Morawski. Później było trzech dalszych wybitnych Morawskich: Marian Ignacy Morawski (zm. 1901) uznawany jako najwybitniejszy neoscholastyk na polskim gruncie, jego owdowiały ojciec, Wojciech, za synem wstąpił do towarzystwa, a po nich, bratanek, Marian Morawski znany ekumenista, został umęczony w niemieckim obozie. Na polu misji katolickich położyli szczególne zasługi ojcowie: Mikołaj Smogulecki (zm. 1632), autor dzieł matematyczno-astronomicznych w języku chińskim; Michał Boym (zm. 1659), autor pierwszej topografii i atlasu flory chińskiej; Maksymilian Ryłło (zm. 1848), znany apostoł bliskiego Wschodu, oraz Wojciech Szymanowski, duszpasterz w Stambule (1745–1750); czy bł. Jan Beyzym (zm. 1912), apostoł trędowatych na Madagaskarze. Kardynał Adam Kozłowiecki, wychowawca młodzieży w konwikcie Zakładu Naukowo-Wychowawczego Ojców Jezuitów w Chyrowie, jeniec w KL Auschwitz i KL Dachau, po czym przez sześćdziesiąt lat misjonarz w Zambii, autor wspomnień z obozów koncentracyjnych Ucisk i strapienie. Pamiętnik więźnia 1939–1945 (1967) oraz pracy misyjnej Moja Afryka. Moje Chingombe (1998).
Jezuici także wydawali pisma: Gazeta Warszawska, Monitor, Kurier Ekstraordynaryjny, Kurier Polski (1729–1760), oraz Kurier Warszawski.
Karol Malapert (1581–1630) oraz Marcin Poczobutt-Odlanicki (1728–1810) wzbogacili swoimi badaniami wiedzę astronomiczną; Grzegorz Knapski (1564–1639) i Konstanty Szyrwid (1579(?)–1631) przez swoje słowniki zasłużyli się dla językoznawstwa; Bartłomiej Nataniel Wąsowski i Stanisław Solski (1622–1701) zapoczątkowali polską literaturę architektoniczną. Solski wydał w 1690 Architekta polskiego, pierwszego polskiego podręcznika mechaniki, był też autorem Geometry polskiego. Oba dzieła napisane zostały w języku polskim. Wykształcenie zdobywał w Kaliszu, Poznaniu i w Akademii Krakowskiej. Po wstąpieniu do zakonu jezuitów wielokrotnie w l. 1658–1666 wyjeżdżał do Turcji, gdzie sprawował opiekę nad jeńcami chrześcijańskimi, a później wypełniał misje dyplomatyczne i wywiadowcze. W 1661 zasłynął demonstracją modelu maszyny wiecznego ruchu (perpetuum mobile) w Warszawie przed królem Janem Kazimierzem. Teoretyczne podstawy budowy urządzenia zawarł w pracy Machina exhibendo motui perpetuo…, wydanej w Krakowie w 1663. Był też autorem kilku prac w języku łacińskim. Z czasem zyskał uznanie europejskiego środowiska naukowego. Jest uważany za prekursora ergonomii.
Adam Adamandy Kochański (1631–1700) matematyk, ceniony przez najwybitniejszych uczonych ówczesnej Europy (m.in. Gottfrieda Leibniza i Anastazego Kirchera), z którymi prowadził korespondencję naukową; 
Gabriel Rzączyński (1664–1737) był pionierem polskiej literatury przyrodniczej; Kasper Niesiecki (1682–1744) dzięki opracowaniu herbarza szlachty polskiej przysłużył się historiografii.
Tomasz Rostworowski (1904–1974) muzyk-pedagog, harcerz, żołnierz AK, uczestnik obrony Lwowa i powstania warszawskiego, kierownik polskiej sekcji Radia Watykańskiego.
Jerzy Mirewicz (1909–1996) członek AK, wykładowca na tajnym seminarium podczas II wojny światowej, pisarz i publicysta redaktor Przeglądu Powszechnego−Sodalis Marianus oraz duszpasterz uchodźców polskich w Wielkiej Brytanii.
Stefan Miecznikowski (1921–2004) kapelan łódzkiej „Solidarności”.
Stefan Łuskina, Jan Chrzciciel Albertrandi, Andrzej Koprowski i Piotr Świtkowski zasłużyli się dla dziennikarstwa, Ignacy Nagurczewski dla historii literatury; Karol Wyrwicz dla geografii, Józef Feliks Rogaliński dla fizyki.

### Polscy święci
- Stanisław Kostka (patron Polski, Litwy, archidiecezji łódzkiej i warszawskiej, diecezji chełmińskiej i płockiej, Gniezna, Lublina, Lwowa, Poznania, Warszawy, studentów, nowicjuszy jezuickich, polskiej młodzieży, dzieci, wspólnoty młodzieżowej „Magis”)

- Andrzej Bobola (patron Polski, diecezji pińskiej, wileńskiej, łomżyńskiej, płockiej i warmińskiej, białostockiej, drohiczyńskiej, Czechowic-Dziedzic, Warszawy, kolejarzy)

- Melchior Grodziecki (patron archidiecezji katowickiej)

## Formacja
W Towarzystwie istnieją dwie ścieżki przygotowawcze, które się zbiegają po kilku latach w etapie tzw. Trzeciej Probacji. Ponieważ zakon jest bazowany na pewnego rodzaju rycerstwie, obowiązują cnoty duchowe i umysłowe oraz dyscyplina w życiu codziennym.
1. Podstawowa ścieżka jest dla aspirantów braci jezuitów. Formacja braci zakonnych jest zwykle krótsza od tej, którą przechodzą kandydaci na kapłanów i nie wiąże się z koniecznością podejmowania studiów wyższych. Formacja w nowicjacie w przypadku braci zakonnych nie różni się zbytnio od formacji pozostałych nowicjuszy. Kandydaci na brata mają możliwość zapoznania się z pracą zakonu w Wydawnictwie WAM w Krakowie, lub w parafiach. Okres nowicjatu wieńczą wieczyste śluby zakonne czystości, ubóstwa i posłuszeństwa. W tym okresie formacja brata obejmuje aspekty: duchowy, wspólnotowy, apostolski i intelektualny. Praca brata zakonnego w Polsce obejmuje takie zajęcia, jak: posługa w zakrystii, pomoc w utrzymaniu kolegiów, domów rekolekcyjnych i rezydencji, opieka nad chorymi czy prowadzenie ogrodu. Bracia trudnią się także pracą misyjną, głównie w Afryce.
2. Przygotowanie do kapłaństwa w towarzystwie trwa znacznie dłużej niżeli w innych zakonach, gdyż trwa od ośmiu do czternastu lat, a przeciętnie ok. dwunastu. Równolegle obowiązują: 3 lata studiów filozofii oraz 2 lata nowicjatu – następnie 3 lata studiów teologicznych oraz Magisterka, praktyka apostolska w różnych dziełach jezuickich. Następnie są dwuletnie studia w dziedzinie specjalistycznej dowolnej, np. filologia, historia, botanika itp. oraz kilka lat pracy duszpasterskiej. Święcenia kapłańskie jezuici przyjmują po zakończeniu teologii a przed ukończeniem studiów specjalistycznych. Etapem wieńczącym formację jezuicką jest tzw. Trzecia Probacja. Po tym czasie jezuita jest dopuszczony do uroczystego złożenia ślubów zakonnych lub do profesji czterech ślubów. Zwyczajowo, ma to miejsce około 10 lat po przyjęciu święceń. Patrz: Etapy Formacji Jezuickiej.

### Trzecia Probacja
To około roczny okres dedykowany odnowieniu duchowości: przeżycia ponownie Wielkich Rekolekcji, refleksji nad powołaniem, oraz podjęciu doświadczeń duszpasterskich, najczęściej w różnych częściach świata. Tak do jej odbycia, jak i do złożenia ślubów w stopniu profesa (cztery śluby) lub koadiutora (trzy śluby), jezuita jest dopuszczany przez przełożonego generalnego wg jego uznania. Profes Towarzystwa, oprócz trzech tradycyjnych ślubów, składa czwarty ślub posłuszeństwa Ojcu Świętemu odnośnie do misji. Bracia zakonni po odbyciu Trzeciej Probacji składają tylko trzy śluby. Inną specyfiką jezuitów jest sposób składania ślubów. Otóż składają śluby sub Hostiam, czyli dosłownie „pod Hostią”. Po słowach „Panie nie jestem godzien…” przed przyjęciem Komunii św.

## Krytyka jezuitów

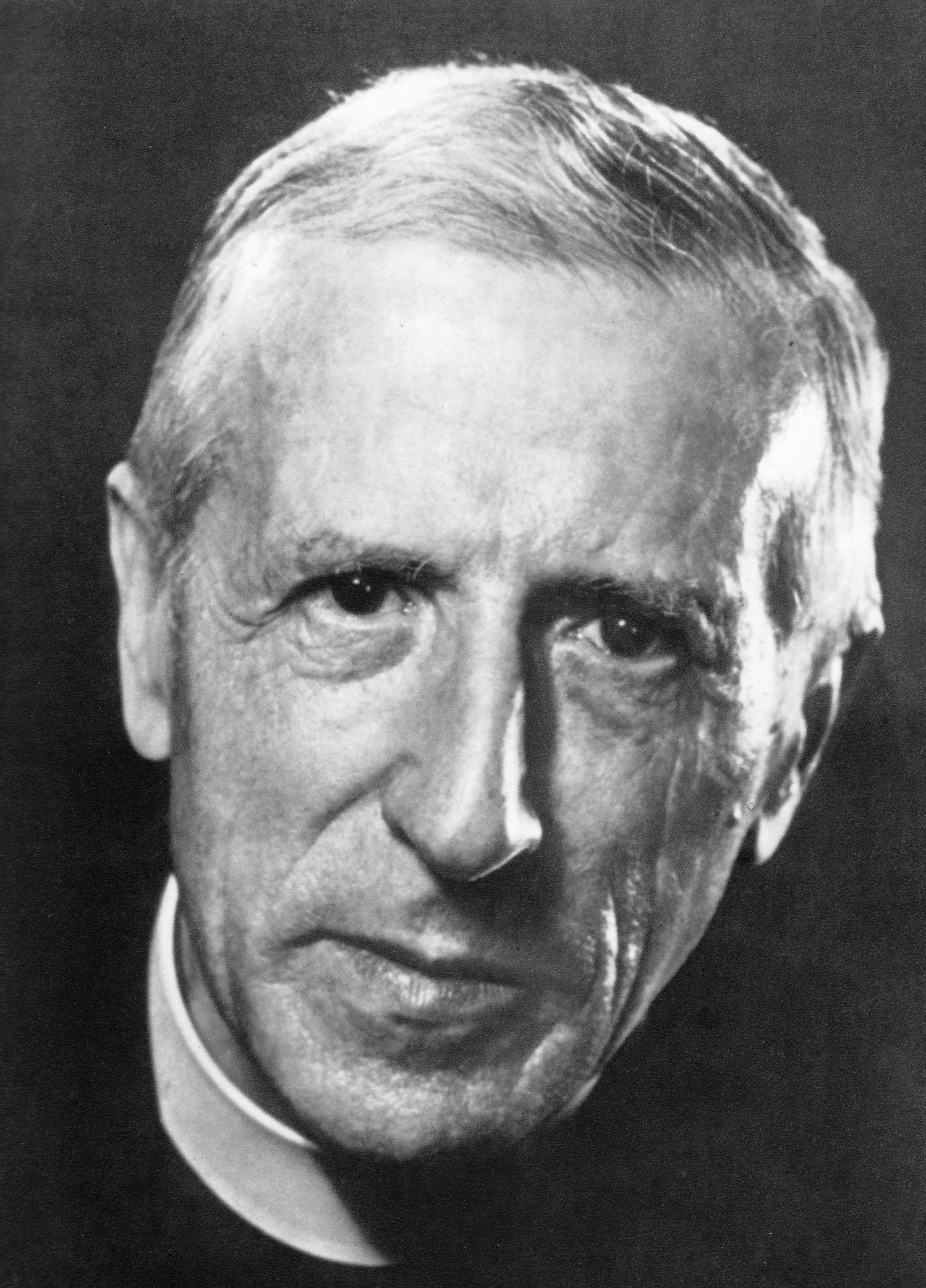
Pierre Teilhard de Chardin w 1955

Działalność zakonu na polu edukacji, misji oraz teologii, a zwłaszcza w zwalczaniu reformacji, była krytykowana przez różne osoby – zarówno ze środowisk katolickich, jak i protestanckich.
Najsłynniejszym dziełem krytycznym liberalnej etyki jezuitów były Prowincjałki tradycjonalisty Pascala, napisane w 1656 w odpowiedzi za uznanie jansenizmu za herezję. Prowincjałki zostały potępione przez króla Ludwika XIV i papieża Aleksandra VII, ale cieszyły się dużą popularnością ze względu na ciętą satyrę. Zmusiło to Aleksandra VII i Innocentego XI do potępienia laksyzmu, czyli niektórych wypowiedzi jezuickich moralistów, co jednak nie oznaczało podważenia ich osobistego autorytetu.
Krytyka wpływu jezuickiego widoczna była już w XVII wieku, jednak szczególnej ostrości w krajach katolickich nabrała w stuleciu XVIII – głównie we Francji.
Z emigracji w XIX stuleciu w walce z Watykanem wychodziły polskie paszkwile i satyry, m.in. w piśmie satyrycznym Pszonka wydawanym w Strasburgu, Zoografia jezuity Seweryna Goszczyńskiego.
Francuski teolog, paleontolog i ewolucjonista, Pierre Teilhard de Chardin SJ (zm. 1955) naraził się na ostre potępienie ze strony tradycjonalistów katolickich, co mogło spotęgować popularność jego dzieł w XX w. wśród zwolenników New Age i innych intelektualistów.